# Конный спорт на летних Олимпийских играх 2024 — командная выездка
Соревнования команд в выездке на летних Олимпийских играх 2024 года прошли с 30 июля по 3 августа 2024 года на территории дворцово-паркового ансамбля Версальского дворца. Как и другие дисциплины  конного спорта, соревнования по выездке являются открытыми для обоих полов, мужчины и женщины соревнуются вместе. 

## Формат соревнований
Соревнования проводятся в два этапа: Гран При и Специальный Гран При. 
В Гран При участвуют все все 15 команд. 10 лучших команд, набравших максимальные баллы по сумме результатов выступления 3 конников, проходят в Специальный Гран При. 
В Специальном Гран При участвуют 10 команд, по его результатам выявляется команда-победитель соревнований по совокупности результатов выступлений трех конников. Результаты Гран При не учитываются. В Специальном Гран При может быть включена фоновая музыка.

## Расписание
Соревнования продолжались в течение 5 дней: Гран При в течение двух дней и Специальный Гран При в финальный день. 
Время начала соревнований указано местное (UTC+2)
| Дата                   | Время | Этап                 |
| ---------------------- | ----- | -------------------- |
| Вторник 30 июля 2024   | 11:00 | Гран При, день 1     |
| Среда 31 июля 2024     | 10:00 | Гран При, день 2     |
| Суббота 3 августа 2024 | 10:00 | Специальный Гран При |

## Призёры
| Золото | Серебро | Бронза                                                                                              |
| Германия · Фредерик Вандрес · на Bluetooth OLD · Изабель Верт · на Wendy · Джессика фон Бредов-Верндль · на TSF Dalera BB | Дания · Даниэль Бахманн Андерсен · на Vayron · Нанна Мерральд Расмуссен · на Zepter · Катрин Лаудруп-Дюфур · на Freestyle | Великобритания · Бекки Муди · на Jagerbomb · Карл Хестер · на Fame · Шарлотта Фрай · на Glamourdale |

## Результаты

### Гран При
10 лучших команд проходят в Специальный Гран При.
| Место | Страна         | Конник                                                                 | Лошадь                                           | Индивидуальный результат | Результат команды | Примечание |
| ----- | -------------- | ---------------------------------------------------------------------- | ------------------------------------------------ | ------------------------ | ----------------- | ---------- |
| 1     | Германия       | Фредерик Вандрес Изабель Верт Джессика фон Бредов-Верндль              | Bluetooth OLD Wendy TSF Dalera BB                | 76.118 79.363 82.065     | 237.546           | Q          |
| 2     | Дания          | Нанна Мерральд Расмуссен Даниэль Бахманн Андерсен Катрин Лаудруп-Дюфур | Zepter Vayron Freestyle                          | 78.028 76.910 80.792     | 235.730           | Q          |
| 3     | Великобритания | Карл Хестер Бекки Муди Шарлотта Фрай                                   | Fame Jagerbomb Glamourdale                       | 77.345 74.938 78.913     | 231.196           | Q          |
| 4     | Нидерланды     | Динья ван Лире Эммели Схолтенс Ханс-Петер Миндерхауд                   | Hermes Indian Rock Toto Jr.                      | 77.764 74.581 72.578     | 224.923           | Q          |
| 5     | Швеция         | Юлиетте Рамель Патрик Киттель Тересе Нильсхаген                        | Buriel K.H. Touchdown Dante Weltino OLD          | 71.553 74.314 73.991     | 219.861           | Q          |
| 6     | Бельгия        | Флора де Винне Ларисса Полюи Домьен Михелс                             | Flynn FRH Flambeau Intermezzo V/H Meerdaalhof    | 73.028 72.127 72.531     | 217.686           | Q          |
| 7     | Франция        | Корантен Потье Александр Аяш Полин Баскен                              | Gotilas du Feuillard Jolene Sertorius de Rima Z  | 70.683 70.279 73.711     | 214.673           | Q          |
| 8     | Австрия        | Штефан Лефельнер Флориан Бахер Виктория Макс-Тойрер                    | Roberto Carlos MT Fidertraum OLD Abegglen FH NRW | 68.183 71.009 74.301     | 213.493           | Q          |
| 9     | Финляндия      | Эмма Канерва Хенри Руосте Йоанна Робинсон                              | Greek Air Tiffanys Diamond Glamouraline          | 73.680 70.621 65.637     | 209.938           | Q          |
| 10    | Австралия      | Джейден Браун Уильям Мэттью Саймон Пирс                                | Quincy B Mysterious Star Destano                 | 68.991 69.953 70.171     | 209.115           | Q          |
| 11    | Канада         | Наима Морейра-Лалиберте Крис фон Мартельс Камилла Карье-Бержерон       | Statesman Eclips Finnländerin                    | 68.711 66.863 68.338     | 203.912           |            |
| 12    | Португалия     | Антониу ду Вале Мария Каэтану Рита Ралан Дуарте                        | Fine Fellow - H Hit Plus Irao                    | 66.910 66.630 68.261     | 201.801           |            |
| 13    | Испания        | Клаудио Кастилья Руис Хуан Антонио Хименес Борха Карраскоса            | Hi-Rico do Sobral Euclides Mor Frizzantino FRH   | 69.829 60.031 70.823     | 200.683           |            |
| 14    | Польша         | Катажина Мильчарек Сандра Сысоева Александра Шульц                     | Guapo Maxima Bella Breakdance                    | 66.910 73.416 60.078     | 200.404           |            |
| 15    | США            | Маркус Орлоб Эдриенн Лайл Штеффен Петерс                               | Jane Helix Suppenkasper                          | EL. 72.593 66.491        | EL.               |            |

### Специальный Гран При
| Место | Страна         | Конник                                                                 | Лошадь                                           | Индивидуальный результат | Результат команды |
| ----- | -------------- | ---------------------------------------------------------------------- | ------------------------------------------------ | ------------------------ | ----------------- |
| 1     | Германия       | Фредерик Вандрес Изабель Верт Джессика фон Бредов-Верндль              | Bluetooth OLD Wendy TSF Dalera BB                | 75.942 79.894 79.954     | 235.790           |
| 2     | Дания          | Даниэль Бахманн Андерсен Нанна Мерральд Расмуссен Катрин Лаудруп-Дюфур | Vayron Zepter Freestyle                          | 75.973 78.480 81.216     | 235.669           |
| 3     | Великобритания | Бекки Муди Карл Хестер Шарлотта Фрай                                   | Jagerbomb Fame Glamourdale                       | 76.489 76.520 79.483     | 232.492           |
| 4     | Нидерланды     | Ханс-Петер Миндерхауд Эммели Схольтенс Динья ван Лире                  | Toto Jr. Hermes Indian Rock                      | 72.644 70.684 77.720     | 221.048           |
| 5     | Бельгия        | Домьен Михелс Ларисса Полюи Флора де Винне                             | Intermezzo V/H Meerdaalhof Flambeau Flynn FRH    | 72.386 69.179 74.149     | 215.714           |
| 6     | Франция        | Корантен Потье Александр Айяш Полин Баскен                             | Gotilas du Feuillard Jolene Sertorius de Rima Z  | 71.748 70.821 72.720     | 215.289           |
| 7     | Швеция         | Юлиетте Рамель Тереза Нильсхаген Патрик Киттель                        | Buriel K.H. Dante Weltino OLD Touchdown          | 68.830 69.650 74.331     | 212.811           |
| 8     | Финляндия      | Йоанна Робинсон Хенри Руосте Эмма Канерва                              | Glamouraline Tiffanys Diamond Greek Air          | 71.322 66.413 74.301     | 212.036           |
| 9     | Австрия        | Штефан Лефельнер Флориан Башер Виктория Макс-Тойрер                    | Roberto Carlos MT Fidertraum OLD Abegglen FH NRW | 67.143 70.608 73.754     | 211.505           |
| 10    | Австралия      | Джейден Браун Уильям Мэттью Саймон Пирс                                | Quincy B Mysterious Star Destano                 | 70.152 69.711 67.340     | 207.203           |